# Tokarivka, Skvîra
Tokarivka (în ucraineană Токарівка) este un sat în comuna Șapiivka din raionul Skvîra, regiunea Kiev, Ucraina.

## Demografie
Componența lingvistică a localității Tokarivka
     Ucraineană (98,89%)
     Rusă (1,11%)
Conform recensământului din 2001, majoritatea populației localității Tokarivka era vorbitoare de ucraineană (98,89%), existând în minoritate și vorbitori de rusă (1,11%).